# Лазаже
Лазаже (пол. Łazarze) — село в Польщі, у гміні Райґруд Ґраєвського повіту Підляського воєводства.
Населення — 126 осіб (2011).
У 1975-1998 роках село належало до Ломжинського воєводства.

## Демографія
Демографічна структура станом на 31 березня 2011 року:
|          | Загалом | Допрацездатний вік | Працездатний вік | Постпрацездатний вік |
| -------- | ------- | ------------------ | ---------------- | -------------------- |
| Чоловіки | 62      | 14                 | 42               | 6                    |
| Жінки    | 64      | 11                 | 42               | 11                   |
| Разом    | 126     | 25                 | 84               | 17                   |